# Fibromyalgie
Fibromyalgie (FM) je chronický bolestivý muskuloskeletální syndrom nezánětlivého charakteru, jehož primárními příznaky je rozšířená bolest, únava, problémy se spánkem a kognitivní potíže. Mezi další možné příznaky patří bolest hlavy, bolest v podbřišku či menstruační bolest a deprese. Osoby postižené fibromyalgií mohou mimo jiné trpět nespavostí a extrémní citlivostí. Příčiny nemoci nejsou definitivně prokázané, byť existují možná vysvětlení. Osoby trpící fibromyalgií bývají osočovány z předstírání nemoci a obecně nemoc není mezi zdravotníky široce uznávaná.
Nemoc byla poprvé rozpoznána v 50. letech 20. století, definována v roce 1990 a nejnovější kritéria pochází z roku 2019. Odhaduje se, že nemoc postihuje 2 až 4 procenta populace. Prevalence nemoci u žen je prokazatelně vyšší než u mužů a zdá se být stejně častá napříč různými kulturami. Příznaky jsou chronického a trvajícího charakteru u takřka všech pacientů. Nemoc se značně překrývá s dalšími funkčními poruchami, zejména syndromem dráždivého tračníku (IBS) a myalgickou encefalitidou/chronickým únavovým syndromem (ME/CFS) a jsou leckdy diagnostikovány současně.
Léčba je výhradně symptomatická a je třeba multidisciplinární přístup. Aerobické cvičení a posilování jsou doporučené. Užívání chemických léčiv je rozporuplné, ale obecně platí, že analgetika a některá antidepresiva zvyšují kvalitu života. Mezi obvyklá léčiva využívaná k léčbě se řadí inhibitory zpětného vychytávání serotoninu a noradrenalinu (SNRI) jako duloxetin a milnacipran, tricyklická antidepresiva (TCA) jako amitriptylin a gabapentinoidy jako gabapentin a pregabalin.

## Projevy a příčiny
Pacienti udávají bolest celého těla (kloubů, svalů). Dále se mezi typické projevy řadí soustavná únava a vyčerpání spolu s poruchami spánku, ztuhlost. Při dalším vyšetření bývá rovněž diagnostickován syndrom dráždivého tračníku.
Jedná se o centrální senzitivaci způsobenou:
- zvýšenou aktivitou endogenního opioidního systému
- zvýšenou hladinou substance P a glutamátu

## Diagnostika
Současná přítomnost těchto příznaků:
- lokalizace bolesti a bolest axiálního charakteru
- neustupující bolest trvající alespoň 3 měsíce
- tlaková bolestivost v minimálně 11 z 18 tlakových bodů

## Léčba
Provádí se pouze symptomatická léčba, mezi kterou patří:
- rehabilitace
- úprava životního stylu
- léky na zmírnění bolesti
- balneoterapie
- alternativní léčba, např. akupunktura, aromaterapie

## Původ slova
Slovo má původ v řeké medicínské terminologii, kde fibro je pojivová tkáň, mys sval a algia - bolest.